# Jacqueline van Straaten
Jacqueline van Straaten (juni 1963) is een Nederlands langebaanschaatsster. 
Van Straaten begon als jeugdlid bij Schaatsvereniging Utrecht.
In de periode 1986–1990 nam ze meerdere malen deel aan de NK Afstanden, het NK Allround en het NK Sprint. 

## Records

### Persoonlijke records[3]
| Afstand    | Tijd    | Datum            | Baan       |
| ---------- | ------- | ---------------- | ---------- |
| 500 meter  | 42,93   | 5 januari 1990   | Heerenveen |
| 1000 meter | 1.25,71 | 2 januari 1988   | Heerenveen |
| 1500 meter | 2.11,94 | 5 januari 1990   | Heerenveen |
| 3000 meter | 4.45,19 | 17 december 1989 | Heerenveen |
| 5000 meter | 8.24,00 | 5 november 1989  | Utrecht    |